# Sarcotaces arcticus
Sarcotaces arcticus is een eenoogkreeftjessoort uit de familie van de Philichthyidae. De wetenschappelijke naam van de soort is voor het eerst geldig gepubliceerd in 1874 door Collett.